# Thripidae
Thripidae es la familia más populosa de Thysanoptera (trips); incluye más de 290 géneros que comprenden más de dos mil especies. Los Thripidae se diferencian de otros por su ovipositor en forma de sierra con una curvatura descendente, alas angostas con dos venas, y antenas con seis a diez segmentos con conos sensores en forma de agujas en los segmentos III y IV.
Se considera que son los tisanópteros más derivados, ya que han desarrollado muchos rasgos clave para especializarse como fitófagos criptófilos, que viven en espacios estrechos en la base de las hojas y dentro de las flores.
Varias especies son pestes con impacto económico significativo, algunas de ellas son especies invasoras. Casi todas ellas son trips típicas que pertenecen a la mayor subfamilia Thripinae.

## Subfamilias
Thripidae se encuentra subdividida en cuatro subfamilias:
- Dendrothripinae Priesner, 1925 (16 géneros)
- Panchaetothripinae Bagnall, 1912 (38 géneros)
- Sericothripinae Karny, 1921 (11 géneros)
- Thripinae (227 géneros)